# You Got Me Singing
You Got Me Singing (deutsch: Du hast mich zum Singen gebracht) ist ein Song des kanadischen Sängers und Dichters Leonard Cohen aus dem Jahr 2014, erschienen in seinem Album Popular Problems, zwei Tage nach seinem 80. Geburtstag. Er widmete das Album seinem Zen-Meister Roshi Joshu Sasaki, der Juli 2014 im Alter von 107 Jahren gestorben war.
You Got Me Singing verortet sein Werk im Kontext befreiender Musik und schmerzhafter Beichte, ganz im Einklang mit der Forderung nach reiner Wahrheit, die er fünfzig Jahre zuvor in seiner Gedichtsammlung Flowers for Hitler an seine Leser stellte.
In You Got Me Singing lassen Titel und Refrain ironisch anmuten, da Cohen, wie bei vielen seiner letzten Werke, den Text mehr spricht als singt. Dies ist bei diesem Stück besonders wirkungsvoll, da das Lied von einer erlesenen Streichermelodie eingeleitet und begleitet wird, unterstützt von Hintergrundgesang, der Cohen, wenn sich bestimmte Zeilen ihrem Ende nähern, zum Singen anregt und den Zeilen einen melodischen Klang verleiht. Das Lied bezieht sich auch auf das Singen „jenes Halleluja-Liedes“, eine Zeile, die als selbstreflexive Anspielung auf Cohens eigenes Lied oder als Andeutung der Sterblichkeit gelesen werden kann. Nachdem das Lied „My oh My“ von langjährigen Fans aufgrund seiner Verwendung vereinfachender musikalischer Wortspiele kritisiert worden war, zollte Cohen in einem tiefgründigen Kommentar den Fans von „Hallelujah“ in seinem Song „You got me Singing“ auf würdevolle Weise Tribut mit den Zeilen „You got me singing the only song I ever had“ (Cohen 2014).
Wie sein Freund Leon Wieseltier es ausdrückte, betrachtete Cohen die Dunkelheit mit ungewöhnlicher Wendung, und fand darin Anlass für inneren Auftrieb. Seine Einstellung zu Akzeptanz fußte nicht einfach auf Glücklichsein.